# بوحجلة
 سيدي عمر بوحجلة إحدى مدن الجمهورية التونسية، تقع في القسم الجنوبي من ولاية القيروان. وتنتشر بها الآثار الرومانية، ويعرفها الناس ويشيرون إليها بوضوح خاصة عند مناطق الصعادلية والجهينات. وتعد منطقة بوحجلة معبر الأولياء والأمراء.

## سيدي عمر بوحجلة
عن تسمية سيدي عمر بوحجلة قدمت عدة روايات وكلها تؤكد كرامات الولي الصالح سيدي عمر المستمرة منذ قرون عدة يحددها البعض بالقرن الثامن للهجرة أو نحوه. وككل الصلحاء، قدم سيدي عمر كسائح من المغرب واستقرّ بها وقد عرف بحسن الغناء والعزف.
من كراماته أيضا ان حجلة (طائر) كانت تصحبه وتتولى لقط أيّة حشرة تقترب منه محافظة عليه وهو لذلك سمي بـ«بوحجلة» واحترمه الناس وسيّدوه وحين توفي بنوا على قبره مزارا. ودلّ موقع المزار على أن بناء الضريح قد تمّ في عهد غير بعيد خاصة وان الموقع يخبئ طبقات من الآثار العمرانية غاية في القدم، وإذا قورن بمواقع أثرية قريبة منه كموضع حديقة 7 نوفمبر شماله وفرن الجير غربه دل على انّ المكان كله كان يضمّ مجموعة من قرى زراعية رومانية يتوسطها بئر الحمام البلدي حاليا.
ينقسم إلى منطقتين منطقة « الهرية » ومنطقة « العيثة » وتمثل الهرية الأراضي الواقعة على العدوة اليمنى لوراد ررود شمال بلدة سيدي عمر بوحجلة وهي عبارة عن تربة طمية رسبتها السيول فسوّت انخسافا جيولوجيا ما يزال في حالة هبوط. اما العيثة فهي أراضي رملية تقع جنوب الهرية وتمثل محدبا يبرز طرفه عند نهاية الهرية لينحدر تحت رواسب شط البهيم من الجنوب.

## أهمية الموقع
تمتاز بلدة سيدي عمر بوحجلة بموقع استراتيجي بالنسبة لرقعة المعتمدية وسهل القيروان وجهة الوسط عموما، وهي تعتبر « ممر الفاتحين »، إذ
مرّ منها أبو جعفر المنصور حين اقام بالقيروان وتزوج اروى القيروانية على الصداق القيرواني، وعاد منها إلى الشرق ليبني الدولة العباسية وقد عبر منها المعز لدين الله الفاطمي وقافلته المحملة ذهبا من نفس المكان ليؤسس القاهرة في القرن الرابع للهجرة.
شهدت بوحجلة عبور آلاف من الأعلام وعديد الأحداث منذ تأسيس القيروان على الأقل وأثناء الحرب العالمية الثانية، وأثبت طريق الأعراض أهميته العسكرية عند انسحاب قوات المحور واطباق قوات الحلفاء عليها من الجنوب والغرب

## اهلها
ان ما يجمع أهل « سيدي عمر بوحجلة » حبّ الخيل والفروسية، وهم الذين اشاعوا الفروسية كرياضة بين الناس خلال عقود الاستقلال ويعود الفضل في ذلك إلى شيخ فرسان جلاص الحاج صالح بن نصر الهاني، وهو رجل (من عرش الميسات). وتتميز سيدي عمر بوحجلة بشجاعة فرسانها واستبسالهم في قتال الاحتلال الفرنسي وقد برز منهم خاصة الشهيد القائد المناضل الوطني علي بن عمارة الشريطي(من عرش الشرائطية) الذي استشهد مقاوما للاحتلال الفرنسي في ثمانينات القرن التاسع عشر، وتؤكد الروايات الشعبية والسجلات الرسمية ومراجع التاريخ أنه استشهد غدرا في خيمته بعد وشاية من طرف قوادة فرنسا في منطقة الساحل (من معتمدية القلعة وكانت جائزته علبة بسكويت !!!!) والمقاوم حسين بن المسعي وفي الخمسينات القائد العجيمي بن مبروك الغريبي (من عرش الشرائطية) قائد فلاقة جلاص والمقاوم علي بن محمد عيساوي شهر «العماري» من عرش العيساوية تحديدا الشهايبية من منطقة الجهينات وتم تكريمه ب 7 أوسمة وكان اقلق قوات الاستعمار من الاستراجيات التي اتبعها وقد لقبه المستعمر بالثعلب لشدة دهائه وذكائه الذي كبد قوات الاستعمار خسائر هامة في صفوفهم وبث فيهم الرعب وهو مدفون حاليا بالجلاز.